# Gholamreza Kianpour
Gholamreza Kianpour (Teheran, 1928 – Teheran, 8 maggio 1979) è stato un politico iraniano, Ministro della Giustizia dal 1976 al 1978 e del turismo dal 1974 al '76.

## Biografia
Secondo Dariush Homayoun, Gholamreza fu uno dei politici più efficienti in Iran durante l'era Pahlavi.
Venne ucciso dal neo-nato regime islamico l'8 maggio 1979, insieme al Presidente dell'Assemblea Nazionale, Javad Saeed, e Mohammad Reza Ameli Tehrani (ministro dell'Educazione e prima del Turismo).